# Perwomaiskoje (Kaliningrad, Gussew)
Perwomaiskoje (russisch Первомайское, deutsch Sadweitschen, 1938 bis 1945 Altkrug, litauisch Sodviečiai) ist ein Ort in der russischen Oblast Kaliningrad. Er gehört zur kommunalen Selbstverwaltungseinheit Stadtkreis Gussew im Rajon Gussew.

## Geographische Lage
Perwomaiskoje liegt fünf Kilometer östlich der Stadt Gussew (Gumbinnen) am Nordufer der Pissa (vor 1945 kurzzeitig Roßbach genannt). Durch den Ort verläuft die Kommunalstraße 27K-055, die Gussew mit Podgorowka (Groß Baitschen) verbindet. Vor 1945 war Groß Baitschen die nächste Bahnstation an der Preußischen Ostbahn, deren heutige Bahnstrecke Kaliningrad–Tschernyschewskoje südlich von Perwomaiskoje verläuft.

## Geschichte
Der einst Sadweitschen genannte Ort bestand früher aus dem Dorf sowie einem Gut. Letzteres befand  sich am Ostende des Orts. Die Dorfgründung ging auf litauische Siedler zurück, deren erster Dorfschulze Szadweitis geheißen und sich der Ortsname davon abgeleitet haben soll. Im Jahre 1686 lebten in Sadweitschen „26 Wirthe und 2 Instleute, im Ganzen 68 Einwohner“. Die Große Pest in Preußen (1709/10) forderte auch in Sadweitschen viele Opfer. Neue Siedler wurden in den Folgejahren zahlreiche Hessen, Schweizer und Pfälzer, so dass 1731 bereits wieder 209 Einwohner gezählt werden konnten. Im Jahre 1732 kamen auch Salzburger Exulanten nach hier.
Ursprünglich zum Amt Kattenau gehörig, wurde Sadweitschen 1874 in den neu errichteten Amtsbezirk Pruszischken eingegliedert, der – 1939 in „Amtsbezirk Preußendorf“ umbenannt – bis 1945 bestand und zum Kreis Gumbinnen im Regierungsbezirk Gumbinnen der preußischen Provinz Ostpreußen gehörte.
Im Jahre 1910 waren in Sadweitschen 449 Einwohner registriert, von denen 394 im Dorf und 55 im Gutsbezirk lebten. Am 30. September 1928 wurden die Gutsbezirke Lasdinehlen (1910 = 21 Einwohner, 1938 in „Gut Altkrug“ umbenannt), Narpgallen – mit Ortsteil Pakullauken – (1910 = 160 Einwohner, 1938 in „Riedhof“ umbenannt) und Sadweitschen (1910 = 55 Einwohner, alle drei Orte sind heute nicht mehr vorhanden) in die Landgemeinde Sadweitschen eingegliedert. Die Einwohnerzahl Sadweitschens belief sich dementsprechend 1933 auf 741 und betrug 1939 bereits 753.
Am 3. Juni 1938 erfolgte mit offizieller Bestätigung vom 16. Juli 1938 die politisch-ideologisch motivierte Umbenennung Sadweitschens in „Altkrug“. Nach dem Einfall der Roten Armee in Ostpreußen wurde Sadweitschen am 20. Oktober 1944 geräumt und die Bewohner treckten in das Gebiet des Landkreises Osterode in Ostpreußen. In Kriegsfolge kam das Dorf dann 1945 zur Sowjetunion.
Im Jahr 1950 erhielt das Dorf Altkrug (als Sadweitschen) die russische Bezeichnung „Perwomaiskoje“ und wurde gleichzeitig dem Dorfsowjet Brjanski selski Sowet im Rajon Gussew zugeordnet. Vor 1988 wurde Perwomaiskoje selber Verwaltungssitz dieses Dorfsowjets. Von 2008 bis 2013 gehörte Perwomaiskoje zur Landgemeinde Kalininskoje selskoje posselenije und seither zum Stadtkreis Gussew.

## Historischer Krug
Über Sadweitschen hinaus bekannt und bedeutend war ein historischer Krug, der 1130 erstmals erwähnt wurde und dem 1235 eine erneute Konzession als Krug erteilt wurde. Der Krug war ein Umspannort für Pferde, aber zeitweise auch eine Gerichtsstätte. Als historischer Name ist „Bärenkrug“ bekannt. Wegen einer Übernachtung Kaiser Napoleons hieß er später auch „Napoleonkrug“.

## Kirche
Im Jahre 1712 wurde in Sadweitschen in einem provisorischen Kirchenbau auf Wunsch der Neusiedler Gottesdienst gehalten. Im Jahre bestätigt König Friedrich Wilhelm I. den Plan zum Bau einer Kirche in Sadweitschen. Noch im gleichen Jahr wurde der Pfarrer Heinrich Wasmuth von Königsberg (Preußen) nach hier entsandt. Er legte am 18. März 1714 ein spezielles Kirchenbuch für die mehrheitlich reformierten Gemeindemitglieder an. Dieses Datum gilt als Gründungstag der reformierten Gemeinde in Gumbinnen, nachdem an diesem Tage außerdem eine Taufe vollzogen wurde. Zu einem Kirchenbau kam es in Sadweitschen nicht, denn zwischen 1736 und 1739 wurde in der Nachbarstadt die Neustädtische Kirche errichtet, die fortan das zentrale Gotteshaus der evangelischen Christen reformierter Tradition wurde. Bis 1755 war Pfarrer Wasmuth hier als Geistlicher tätig. Die Gemeinde gehörte bis 1945 zwar zur Kirchenprovinz Ostpreußen der Kirche der Altpreußischen Union, nicht aber zu dem von den zahlenmäßig viel stärkeren lutherischen Gemeinden gebildeten Kirchenkreis Gumbinnen. In Königsberg bestand eine eigene reformierte Inspektion.
Flucht und Vertreibung der einheimischen Bevölkerung sowie die restriktive Religionspolitik der Sowjetunion brachten das kirchliche Leben in Perwomaiskoje zum Erliegen. Seit den 1990er Jahren gibt es eine neue evangelisch-lutherische Gemeinde in Gussew, deren gottesdienstliches Zentrum die wieder eingerichtete Salzburger Kirche ist. Sie gehört zur Propstei Kaliningrad (Königsberg) der Evangelisch-lutherischen Kirche Europäisches Russland.

## Schule
In Sadweitschen bestand vor 1945 eine zweiklassige Volksschule, deren letztes Schulhaus noch vor 1914 erbaut worden war. Die Schulgründung ging auf das Jahr 1714 zurück, verbunden mit der Gründung einer Kirche im Ort. Anfangs war sie nur einklassig und mit einer Lehrerstelle versehen. 1875 wurde die Schule neu erbaut und dann zweiklassig geführt. 1945 diente das Schulhaus als Unterkunft für Soldaten, 1946 ging es in Flammen auf.